# لينا ضوا
لينا ضوا (ولدت في 24 أبريل 1982) ممثلة ومؤدية صوت سورية.

## عن حياتها
شاركت في العديد من الأعمال التلفزيونية وفي مجال دوبلاج الرسوم المتحركة مع مركز الزهرة. وهي شقيقة الفنانة ميس ضوا

## أعمالها

### في الدوبلاج
- المحقق كونان (في الجزء الخامس والسادس) -
- دراغون بول كاي - جوهان
- المعركه الحديدية بي بليد -لبنى (الصوت الثاني)
- باكوغان - جمانة
- ون بيس - لوفي الصغير
- مغامرات توم سوير -الفريد
- توب بليد - رؤى
- الكونت دي مونت كريستو -الآنسة فالنتاين / ادوارد
- حكايات ما احلاها
- انا واختي
- شعله ريكا - شيرا، نيبون
- موسم الكرز - فتون
- سوبر سونيك سبنر -
- أنا وأخواتي - هناء
- القناص - كيلوا زولديك
- اقوال -
- ينبوع الأحلام - نور (رانما)
- دريلاند - توماس
- أحلام تيمي - تيمي ترنر (الصوت الأول)
- الصغيرات المدهشات - لافندر
- سونيك بوم – تيلز
- موتورايز - بسمة
- جنى
- سكاي - سوبر وينجز الجزء الثاني
- ميا (الفأرة)
- رفيف - دروبي مع دوريمي الجزء الثالث
- مغامرات وادي الصبار - جواد
- إيداتين جمب - ماهر وأم ميساء

## وصلات خارجية
- لينا ضوا على موقع قاعدة بيانات الأفلام العربية
- صفحتها على فيسبوك